# James J. Braddock
James Walter "Cinderella Man" Braddock (7 juni, 1905 - 29 november 1974) was een Amerikaanse bokser en zwaargewicht wereldkampioen van 1935 tot 1937.
James stond bekend om zijn zeer krachtige rechterhand en incassatievermogen. Tijdens de grote depressie was hij geblesseerd aan zijn hand, waardoor hij niet kon boksen. Toen hij uiteindelijk een comeback mocht maken, was hij zeer succesvol. In 1935 won hij de zwaargewicht titel door Max Baer te verslaan. James zijn manager was Joe Gould. 
James zijn levensverhaal werd in 2005 verfilmd door Ron Howard en had als titel Cinderella Man